# Еван Раян
Еван Морін Раян (нар. 18 квітня 1971) — американський державний службовець, керівниця секретаріату Білого дому в адміністрації Джо Байдена. Раніше працювала помічником державного секретаря з питань освіти та культури (ECA) в адміністрації Барака Обами (2013—2017) та була помічником із міжурядових справ і зв'язків з громадськістю тодішнього віце-президента Джо Байдена.

## Походження та навчання
Раян народилася в 1971 році в Александрії, штат Вірджинія, де вона виховувалася в родині представників середнього класу ірландського католицького походження. Її мати працює вихователем у дитячому садку, а батько — на державній службі США. Еван Раян здобула освітній ступінь бакалавра мистецтв (BA) з політології в Бостонському коледжі. У травні 2006 року вона здобула освітній ступінь магістра мистецтв (MA) у галузі міжнародної публічної політики в Школі передових міжнародних досліджень Університету Джонса Гопкінса.

## Кар'єра
Еван Раян трудову діяльність розпочала помічником держсекретаря з питань освіти та культури під керівництвом держсекретаря Джона Керрі та працювала у Білому домі в адміністраціях Обами й Байдена помічником віце-президента та спеціальним помічником президента з міжурядових справ та залучення громадськості з вересня 2013 року до січня 2017 року.
До того як увійти до складу адміністрації Обами, Раян працювала заступником керівника кампанії тодішнього сенатора Байдена у президентській кампанії 2008 року, а також брала участь у президентській кампанії Джона Керрі 2004 року та кампанії Гілларі Клінтон у 2000 році. Раян працювала у Білому домі на посаді заступника директора з планування першої леді Гілларі Клінтон і спеціального помічника голови апарату першої леді в адміністрації Біла Клінтона.
Після того, як залишила Білий дім у січні 2017 року, вона допомогла запустити й очолити вебсайт Axios, а також була виконавчим віце-президентом цього американського видання. Саме Axios на початку червня 2021 року звинуватив Володимира Зеленського в потуранні корупції в компанії «Нафтогаз». У статті з посиланням на джерело в Білому домі зазначили, що адміністрація Байдена збиралася запросити Зеленського у Вашингтон перед зустріччю президентів США і Росії. Утім, від цієї ідеї відмовилися після зміни керівництва «Нафтогазу», оскільки «крок викликав стурбованість в адміністрації, що він відмовився від зусиль по боротьбі з корупцією».
Пізніше Еван Раян працювала консультантом освітньої програми (англ. Education Partnership for Children of Conflict) та обіймала посаду заступника голови відділу управління Глобальною ініціативою Клінтона. Зараз вона є членом Ради з міжнародних відносин.
Еван Раян також працювала старшим радником команди з передачі влади Байдена-Гарріса. У січні 2021 року її призначили керівником секретаріату Білого дому. Вона підпорядковується безпосередньо 46-му президенту США Джо Байдену.

## Особисте життя
Еван Раян — дружина Держсекретаря США Ентоні Блінкена. Вони познайомилися в 1995 році, коли працювали співробітниками Білого дому. Одружилися в 2002 році на міжконфесійній церемонії, яку очолювали рабин і священик у католицькій церкві Святої Трійці у Вашингтоні, округ Колумбія. У шлюбі народилося двоє дітей: син — у березні 2019 року та донька, народжена в лютому 2020 року.
На щорічне святкування Гелловіну в Білому домі 31 жовтня 2023 року їх діти прийшли в оригінальних костюмах. Син подружжя прийшов у спортивному костюмі кольору хак, де на грудях красувався значок із прапорцями США та України, як перефраз образу президента України Володимира Зеленського. А їх донька була вбрана у кольори українського стяга: синю сукню із жовтою хусткою на плечах.